# Ośrodek Narciarski Stożek w Wiśle
Ośrodek Narciarski Stożek w Wiśle – ośrodek narciarski położony w pobliżu Wisły (5 km na południowy zachód od centrum miasta) w Beskidzie Śląskim na wschodnim zboczu Stożka Wielkiego (979 m n.p.m).

## Wyciągi i trasy
W skład kompleksu wchodzą:
- (1) 2-osobowy wyciąg krzesełkowy o długości 800 m, przewyższeniu 240 m i przepustowości 900 osób na godzinę,
- (2) wyciąg talerzykowy o długości 300 m i przewyższeniu 80 m,
- (3) wyciąg talerzykowy o długości 350 m i przewyższeniu 50 m.

Wzdłuż wyciągu krzesełkowego (1) biegnie czerwona trasa narciarska, w swym środkowym odcinku (po obu stronach „wysepki” leśnej) oznaczana jako czarna (800 lub 1100 m).
Wzdłuż wyciągu (2) – trasa czerwona, a wzdłuż wyciągu (3) – niebieska.
Po południowej stronie wyciągu krzesełkowego, z górnej stacji do dolnej biegnie lasem niebieska nartostrada (o długości 1600 m).
Trasy są oświetlone, ratrakowane i dośnieżane.

## Pozostała infrastruktura
Tuż pod szczytem Stożka znajduje się Schronisko PTTK.
Ponadto na terenie ośrodka do dyspozycji narciarzy i snoboardzistów są:
- po południowej stronie dolnej części czerwonej trasy biegnącej wzdłuż wyciagu krzesełkowego – bezpłatny snowpark z railami oraz skoczniami
- po północnej stronie dolnej części tej trasy – samoobsługowa trasa stalomu giganta z elektronicznym pomiarem czasu
- wypożyczalnia sprzętu i serwis sprzętu
- bezpłatny parking.

Ośrodek Narciarski Stożek dysponuje ponadto 55 miejscami noclegowymi.

## Operator
Operatorem i właścicielem stacji jest firma „Ośrodek Narciarski Stożek Witold Pruski” z siedzibą w Wiśle przy ul. Zjazdowej 11. Firma została zarejestrowana w 1990 roku.

## Historia
Przed uruchomieniem wyciągu krzesełkowego ośrodek dysponował wyciągami talerzykowymi i wyciagiem orczykowym. Wyciąg krzesełkowy został oddany do użytku przed sezonem 2004/2005. Od sezonu 2011/2012 w 6 ośrodkach narciarskich: na Stożku, Cieńkowie, Beskidzie, Nowej Osadzie, Klepkach i Rowienkach obowiązuje wspólny karnet „Wiślański SkiPass”, którego operatorem jest spółka Wiślański Klaster Turystyczny Sp. z o.o., zarejestrowana w KRS w listopadzie 2011 roku.